# Rio Japurá
O rio Japurá (chamado Caquetá na Colômbia) é um curso de água que nasce na Colômbia e que banha no Brasil o estado do Amazonas. É o maior afluente da margem esquerda do rio Solimões seguido pelo Rio Negro.
O rio Japurá possui extensão estimada de 2.820 km, sendo 1367 km em território colombiano e 733 km em território brasileiro. Uma pequena parte do rio forma a fronteira internacional entre os dois países, junto com o seu afluente Apaporis. O rio nasce no sul da Colômbia, onde possui o nome Caquetá e desagua no rio Solimões. Tem sua foz em delta, com oito ramificações. Apresenta um caudal médio de 18620 m3/s A sua bacia hidrográfica é enorme, atingido 267 730 km2.

## Principais afluentes
Os principais afluentes do Caquetá/Japurá são, na direção montante-jusante:
- na Colômbia:
  - Rio Mecaya, pela margem direita;
  - Rio Orteguaza, pela margem esquerda, com extensão de 210 km e caudal de 980 m³/s;
  - Rio Caguán, pela margem esquerda, de 630 km e 1090 m³/s;
  - Rio Yarí, pela margem esquerda, de 620 km e 2360 m³/s;
  - Rio Cahuinari, pela margem direita, de 550 km e 980 m³/s;
  - Rio Miriti Paraná, pela margem esquerda, de 320 km e 570 m³/s;

- na fronteira Brasil-Colômbia:
  - Rio Apaporis, pela margem esquerda, muito sinuoso, com comprimento de 1370 km junto com uma das suas fontes, o rio Tunia, e com caudal de 3900 m³/s; o Apaporis também forma parte da fronteira Brasil-Colômbia

- no Brasil, onde é conhecido como rio Japurá:
  - Rio Puruí/Purué, pela margem direita, chegando da Colômbia, com comprimento de 370 km e 540 m³/s;
  - Rio Juami, pela margem direita;
  - Rio Mapari, pela margem direita;
  - Rio Panapua, pela margem direita;
  - Rio Auati Paraná;
  - Rio Mirim Pirajuana